# 威廉·韋伯·艾利斯

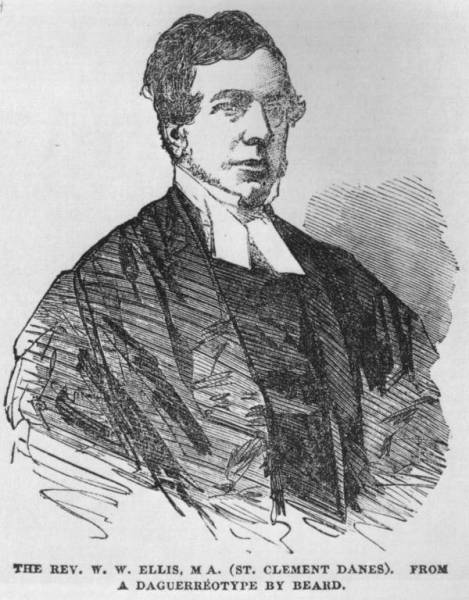
威廉·韋伯·艾利斯肖像，Illustrated London News

威廉·韋伯·艾利斯（William Webb Ellis，1806年11月24日—1872年1月24日），出生於英格蘭蘭開夏郡索爾福德，是一位聖公會牧師。他曾經就讀於沃里克郡拉格比鎮的拉格比學校，一般認為他就是橄欖球運動的創始人。
在橄欖球界的傳說裡，1823年的某一天，拉格比學校正在舉辦校內足球比賽。威廉·韋伯·艾利斯因為一次踢球失誤感到懊惱，一時心血來潮，便抱起球跑向對方球門。此一動作雖然犯規，卻引起在場觀眾的興趣。此後在該校的足球比賽中，抱球跑的情況便頻頻發生，並逐漸傳播開來。後來經由一些熱心人士的研究與改善，便逐漸發展成為一項新的運動。由於是從拉格比學校開始發展的一種足球衍生運動，便稱之為「拉格比足球」，也就是中文所稱的「橄欖球」。